# Trichomycterus maracaya
Trichomycterus maracaya es una especie de peces de la familia Trichomycteridae en el orden de los Siluriformes.

## Morfología
• Los machos pueden llegar alcanzar los 5,1 cm de longitud total.

## Distribución geográfica
Se encuentra en el curso superior del río Paraná (sureste del Brasil ).